# Rio Douro (Cabeceiras de Basto)
Rio Douro is een plaats (freguesia) in de Portugese gemeente Cabeceiras de Basto en telt 1 210 inwoners (2001).